# Jessica Springsteen
Jessica Springsteen (n. 30 decembrie 1991, Los Angeles, California, SUA) este o călăreață ce a reprezentat Statele Unite ale Americii, medaliată olimpică. A participat la o ediție a Jocurilor Olimpice (2020) în care a câștigat o medalie de argint.